# Eriogonum lachnogynum
Eriogonum lachnogynum är en slideväxtart som beskrevs av John Torrey och George Bentham. Eriogonum lachnogynum ingår i släktet Eriogonum och familjen slideväxter.

## Underarter
Arten delas in i följande underarter:
- E. l. colobum
- E. l. sarahiae